# Кунгурское викариатство
Кунгу́рское викариа́тство — полусамостоятельное викариатство Пермской епархии Русской Православной Церкви.

## История
Кунгурский уезд был одним из самых значимых центров религиозной жизни Пермской епархии. Поэтому 18 ноября (1 декабря) 1903 года в помощь больному епископу Пермскому Иоанну (Алексееву) был назначен епископ на покое Павел (Поспелов) с образованием Кунгурского викариатства Пермской епархии. Но уже в 1905 году активная деятельность Кунгурского викариатства прервалась.
В прошении клира и мирян г. Кунгура Пермской епархии на имя Патриарха Тихона от 3/16 марта 1924 года говорилось: «клир и миряне Кунгура и уезда не приемлют обновленческого движения и собора 1923 г., избрали исполнительный орган в лице Кунгурского Церковного Совета, который в настоящее время объединяет больше 100 приходов Кунгурского и Красноуфимского уездов; приходы находятся в ведении епископа Оханского Никона, принявшего их в каноническое общение в сентябре 1923 г, и утвердившего Церковный Совет. Оханск от Кунгура — в 100 верстах, а Красноуфимский уезд — еще дальше, и нужда в епископе большая! Большие препятствия связаны с административным делением на округа — надо быть очень осторожным. „Представители обновленческой церковной власти пользуются всяким случаем или же ищут этих случаев, чтобы устрашить нас, исповедующих истину святой Христовой Вселенской Церкви и отвергающих собор 1923 г., его постановления и всех его последователей, пользуются всяким случаем, чтобы разделить нас и нанести вред… Епископ Оханский Никон в октябре арестован и выслан из Пермской епархии, а необходимость в епископе большая, так как находимся среди обновленцев, имеющих в Кунгуре епископа“…».
27 марта того же года Патриарх Тихон постановил открыть викарную кафедру в Кунгуре и в епископа посвятить вдового протоиерея Александра Ершова.
В 1925 году Кунгурское викариатство стало самостоятельной Кунгурской епархией, которая в это время состояла из 1000—1200 православных приходов.
С восстановлением православных епископов в городе Перми и прочих городах Урала, Кунгурская епархия утратила своё значение, поэтому 14 мая 1930 года постановлением Заместителя Патриаршего Местоблюстителя митрополита Сергия (Страгородского) и Временного Патриаршего Священного Синода Кунгурская епархия преобразована обратно в викариатство Пермской епархии с правами полусамостоятельности, а приходы, оказавшиеся в связи с новым гражданским делением в Свердловском и Сарапульском округах, были переданы в ведение местных преосвященных. В ведении викариатства осталось более 100 приходов.
В 1932 году благочинные восьми округов Кунгурского викариатства обратились к Патриаршему Местоблюстителю с ходатайством о восстановлении самостоятельной Кунгурской епархии, но это ходатайство было отклонено.
Викариатство просуществовало до 1935 года, когда просуществовало фактически прекратило существовать в связи с массовым закрытием храмов.

## Епископы
Кунгурское викариатство Пермской епархии
- Павел (Поспелов) (19 ноября (2 декабря) 1903 — 17 (30) января 1905)

Кунгурская епархия
- Аркадий (Ершов) (30 марта 1924 — 23 января 1929)
- Иоанн (Георгиевский) (23 января 1929 — 14 мая 1930)

Кунгурское викариатство Пермской епархии
- Иоанн (Георгиевский) (14 мая — 13 июля 1930)
- Иоанникий (Чанцев) (1930 — 22 октября 1932)

Кунгурская епархия
- Иоанникий (Чанцев) (22 октября 1932 — 1 июля 1933)

Кунгурское викариатство Пермской епархии
- Владимир (Горьковский) (24 августа 1933 — 30 января 1935)
- Леонид (Антощенко) (30 января — март 1935)
- Петр (Савельев) (16 апреля 1935 — 21 января 1937)